# Gary W. Saunders
Gary W. Saunders est un botaniste et phycologue canadien.

## Publications
- (en) Gary W. Saunders et Max Hoyt Hommersand, « Assessing red algal supraordinal diversity and taxonomy in the context of contemporary systematic data », American Journal of Botany, vol. 91, no 10,‎ octobre 2004, p. 1494-1507 (DOI 10.3732/ajb.91.10.1494).